# Impasse Chartière
Impasse Chartière är en återvändsgata i Quartier de la Sorbonne i Paris femte arrondissement. Gatan är uppkallad efter Emmeline la Charretière, en fastighetsägare i grannskapet. Impasse Chartière börjar vid Rue de Lanneau 11.

## Omgivningar
- Saint-Étienne-du-Mont
- Panthéon
- Impasse des Bœufs
- Impasse Bouvart
- Rue d'Écosse
- Passage du Clos-Bruneau
- Rue Basse-des-Carmes
- Rue du Cimetière-Saint-Benoist

## Bilder
| - Gatuskylt. - Impasse Chartière under 1800-talets andra hälft. - Saint-Étienne-du-Mont. |

## Kommunikationer
- Tunnelbana – linje  – Maubert – Mutualité
- Busshållplats Collège de France – Paris bussnät

### Webbkällor
- ”Impasse Chartière”. Mairie de Paris. https://web.archive.org/web/20150910065409/http://www.v2asp.paris.fr/commun/v2asp/v2/nomenclature_voies/Voieactu/1895.nom.htm. Läst 25 oktober 2023.
- ”Impasse Chartière (5ème arrondissement)”. Les rues de Paris. https://web.archive.org/web/20190727140913/http://www.parisrues.com/rues05/paris-05-impasse-chartiere.html. Läst 25 oktober 2023.